# FidoNet
FidoNet är ett modembaserat datornätverk för privat e-post (netmail) och publika konferenser (echomail). Fidonet är ett system av BBS:er som ursprungligen sammankopplades genom seriella modemuppkopplingar, vanligen under en timme tidigt på morgonen varje dygn, på senare tid även via Internet. Fidonet var mest populärt vid mitten av 1990-talet innan Internet blev tillgängligt för en bred allmänhet. Som en följd av att många BBS:er har stängts så har Fidonet krympt avsevärt. Det är dock fortfarande populärt i länder där det är svårt att få internetabonnemang.
Fidonet grundades 1984 av Tom Jennings, och använde då hans egen BBS-programvara Fido. Med tiden anpassades fler BBS-program så att de understödde Fidonet-protokoll såsom Xmodem, senare Zmodem, för filöverföring, Netmail för e-post, och Echomail för konferenser liknande usenet news. Exempel på användningsområden var diskussioner, onlinespel och fildelning, ofta shareware, inte sällan piratkopiering. Nätet kunde även förmedla e-post till och från minitel och Arpanet. Ett antal usenet news-diskussionsgrupper delas globalt mellan FidoNet och Usenet. Exempelvis är FidoNets K12Net-konferenser samma som Usenets k12.*-hierarki. Några Fidonet-BBS:er kan även nås via telnet eller webbgränssnitt över Internet. 
Genom Fidonet behöver användarna inte vara uppkopplade mot BBS:er i flera timmar. Fidonet är tillverkat för att minimera kostnaderna för användarna, och när man skickade e-post via nätverket kunde det därför ta flera dagar att nå sin mottagare. Alla som är med i Fidonet måste också ta emot och vidarebefordra meddelanden från andra medlemmar minst en timme varje dag.
Fidonet var en konkurrent till kommersiella BBS-nät som CompuServe och Prodigy. 
FidoNet har en hierarkisk struktur och ansvarsfördelning. Världen är indelad i sex zoner, som i sin tur är indelade i regionala nätverk, ofta för varje land, som är uppdelade i nätverk. Varje nätverk har en hub, som förmedlar trafik mellan det egna nätverkets individuella BBS-noder och hubbar i andra nätverk. En BBS-nod betjänar användardatorer som kallas punkter. Exempelvis är zon 2 Europa, f.d. Sovjetunionen samt Israel, som hade över 120 000 registrerade punkter när zonen var som störst vid mitten av 1990-talet. Region 20 är svenska FidoNet, som i sin tur är indelat i sex nätverk.
Svenska Fidonetdiskussioner finns arkiverade från 1989 på textarkivet.